# 초시공동거
《초시공동거》(超时空同居, How Long Will I Love U)는 중국에서 제작된 소륜 감독의 2018년 멜로/로맨스 영화이다. 뇌가음 등이 주연으로 출연하였다.
이 영화는 2018년 5월 18일 중국에서 초연되었다.

## 줄거리
2018년을 사는 소초, 1999년을 사는 육명. 어느날, 시공간에 이상이 생겨 서로 다른 시간대에 사는 두 사람의 집이 하나로 합쳐지는 어처구니 없는 사태가 발생했다. 더군다나 현관문에는 특별한 비밀이 하나 있었는데 바로 소초의 현관문은 2018년으로 갈수있고 육명의 현관문은 1999년으로 갈수있다. 그리고 두 문을 동시에 열면 어느 시간대도 나오지 않고 집이 더더욱 밀착된다. 듣도보도 못한 사태에 넋이 나가있던 두 사람. 하지만 곧 두 시간대를 드나드는 사이 알 수 없는 시공간의 비밀과 가까워지기 시작한다. 

## 출연

### 주연
- 뇌가음 : 육명 역
- 동려아 : 소초 역

### 조연
- 장이
- 위허웨이
- 왕정가